# Manfred Bofinger

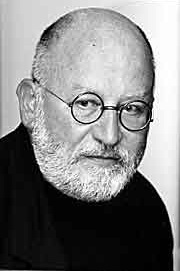
Manfred Bofinger (1998)

Manfred Bofinger (* 5. Oktober 1941 in Berlin; † 8. Januar 2006 ebenda) war ein deutscher Grafiker, Karikaturist und Cartoonist. Er zählte zu den populärsten und produktivsten Grafikern der DDR.

## Leben
Bofinger stammte aus einfachen Verhältnissen aus Berlin-Mitte. Sein Vater Gerhard Bofinger war Plakatmaler, seine Mutter Verkäuferin. Nach der Schulzeit im Gymnasium zum Grauen Kloster absolvierte er nach dem Abitur 1959 eine zweijährige Ausbildung zum Schriftsetzer. Ab 1961 war er bis 1968 als Typograf bei der Satirezeitschrift Eulenspiegel beschäftigt. Als Autodidakt zur Karikatur gekommen, arbeitete er seit 1968 als freiberuflicher Grafiker, Cartoonist und Buchillustrator, dabei auch weiterhin für den Eulenspiegel und regelmäßig auch für die Kinderzeitschrift Frösi. Er illustrierte über 300 Bücher und erfand selbst Bildgeschichten, darunter viele für Kinder. Seine Zeichnungen unterschrieb er mit Bofi. Von Bofinger illustrierte Bücher und entworfene Plakate wurden wiederholt in den Wettbewerben Schönste Bücher der DDR und Die 100 besten Plakate des Jahres ausgezeichnet. Bofinger hatte in der DDR eine bedeutende Zahl von Einzelausstellungen und Ausstellungsbeteiligungen, unter anderem von 1972 bis 1988 an der VII. bis X. Kunstausstellung der DDR in Dresden.
Von 1963 bis 1989 war Bofinger Mitglied der SED, 1972 bis 1989 Mitglied des Verbandes der Journalisten der DDR (VDJ) und 1974 bis 1990 des Verbandes Bildender Künstler (VBK). 1981 wurde er mit dem Kunstpreis der DDR ausgezeichnet.
Nach einer Gehirnblutung am 29. Dezember 2004 lag er trotz Operation und Rehabilitation im Wachkoma, bevor er verstarb. Bofinger lebte bis zu seinem Tode in Berlin, Alt-Treptow. Er hinterließ seine Frau Gabriele und vier Kinder. Sein Grab befindet sich auf dem Friedhof Stralau und ist mit einer weißen Marmorfigur eines lesenden Kindes künstlerisch gestaltet.

## Werke (Auswahl)

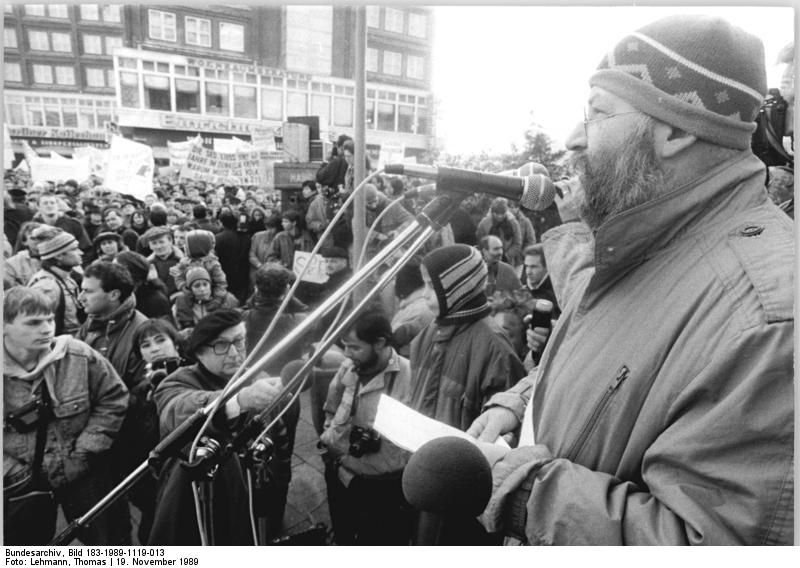
Manfred Bofinger (rechts) im November 1989

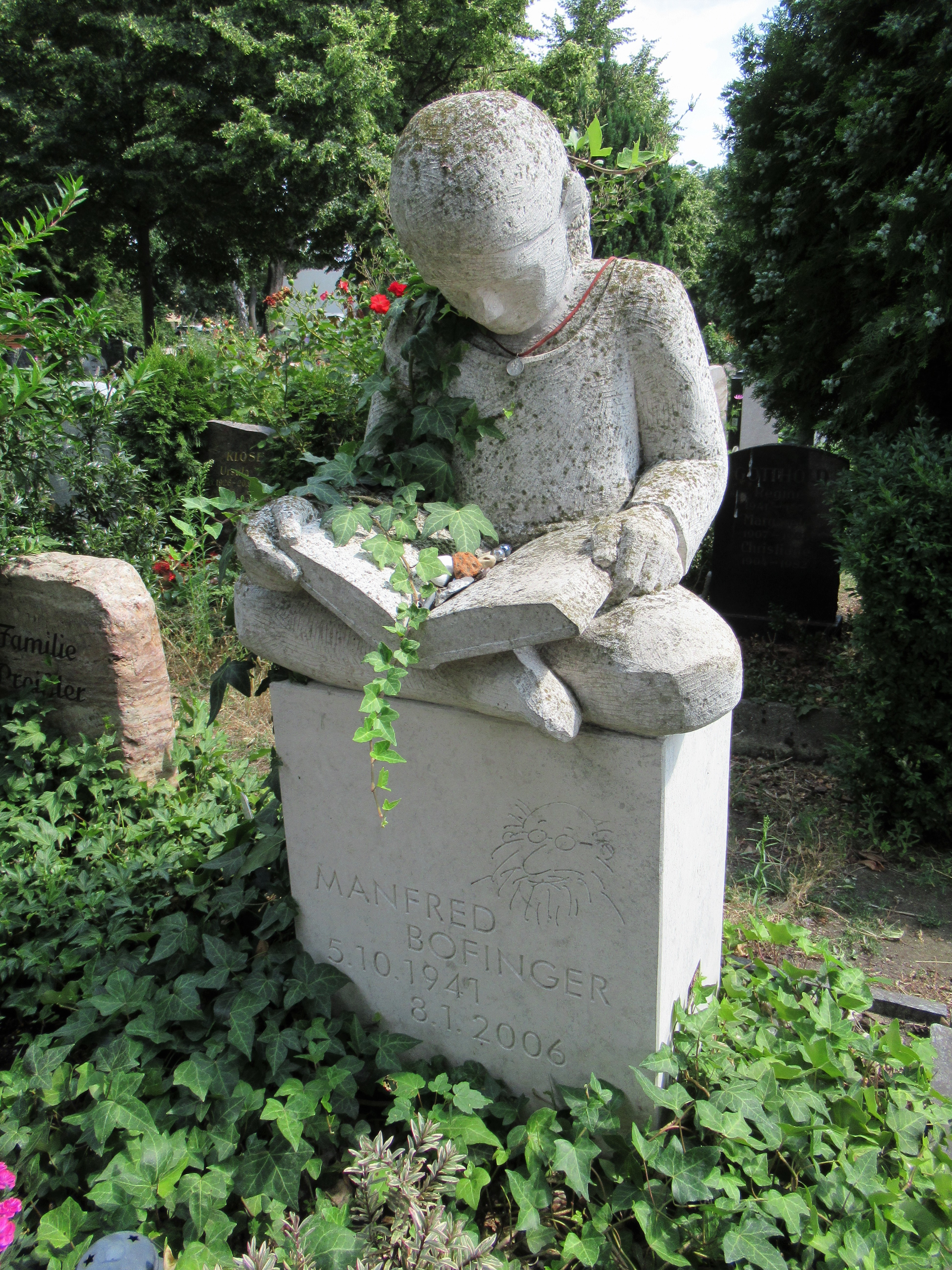
Grabstein für Manfred Bofinger von Matthias Heinz, mit der Skulptur eines lesenden Mädchens. Auf der Rückseite ein Zitat von Joachim Ringelnatz

- Renate Holland-Moritz: Graffunda räumt auf, Erzählung (Illustrationen), Berlin 1969
- Atomino, Zeichnungen neu illustriert von Manfred Bofinger, Roman von Marcello Argilli, Texte übersetzt von Egon Wiszniewsky, Alex-Taschenbücher, Kinderbuchverlag, Berlin 1979, 170 S.
- Uwe Kant: Der kleine Zauberer und die große Fünf (Illustrationen), Berlin 1974.
- Oben und unten. Kinderbuchverlag, Ost-Berlin 1976, DNB 770155596.
- Ich kann bauen. Kinderbuchverlag, Ost-Berlin 1976, DNB 770155618.
- Hasenjunge Dreiläufer. Kinderbuchverlag, Ost-Berlin 1976, DNB 770213960 (mit Gerhard Holtz-Baumert).
- Ein Bagger geht spazieren. Kinderbuchverlag, Ost-Berlin 1976, DNB 760216568 (mit Alfred Könner).
- Eierpampe. Kinderbuchverlag, Ost-Berlin 1976, DNB 770155316.
- Das Tangeltingel. Kinderbuchverlag, Ost-Berlin 1976, DNB 770185053.
- Roter Platz und ringsherum. Von einer Putjowka nach Moskau. Kinderbuchverlag, Ost-Berlin 1977, DNB 780206797.
- Paulchen klein. Kinderbuchverlag, Ost-Berlin 1977, DNB 780291581.
- Karl und Karlchen. Kinderbuchverlag, Ost-Berlin 1977, DNB 780280458.
- Das bin ich. Kinderbuchverlag, Ost-Berlin 1977, DNB 780280563.
- Ticki Mumm. Kinderbuchverlag, Ost-Berlin 1978, DNB 790019604 (mit Martin Viertel).
- Sohn und Vater Rübesam. Kinderbuchverlag, Ost-Berlin 1978, DNB 790271206 (mit Werner Lindemann).
- Schwarze Ärmel, weiße Westen. Karikaturen. Eulenspiegel-Verlag, Ost-Berlin 1978, DNB 790400863.
- Sebastian und der Spielplatz. Verlag Junge Welt, Ost-Berlin 1979, DNB 800321979 (mit Helga Talke).
- Gerhard Holtz-Baumert: Alfons Zitterbacke/ Alfons Zitterbacke hat wieder Ärger (Neuauflagen)
- Renate Holland-Moritz: Die Eule im Kino. Filmkritiken, (Illustrationen), Berlin 1981.
- Hiltrud Lind: Das Weltbühnchen. Umweltfreundliche Limericks von (A)lbacete bis (Z)ossen. Eulenspiegel Verlag Berlin
- Christoph Hein: Das Wildpferd unterm Kachelofen (Illustrationen), Berlin 1984.
- Ein Baum geht in die Stadt, Text und Illustrationen Bofi, Altberliner Verlag 1985.
- Apfelmus im Zauberhut – Ein Witz-Lexikon, Text und Illustrationen Bofi, Kinderbuchverlag Berlin 1985.
- Křesćan Krawc: Mirko und der fremde Hund. Bautzen: Domowina-Verlag, 1985.
- Das Lehrlingswohnheim, Verlag Tribüne Berlin 1986.
- Martin Viertel: Kuckucksgarn (Illustrationen), Kinderbuchverlag Berlin 1987.
- Einstein mit der Geige
- Handrij Zejler: Bin ein großer Musizierer. VEB Domowina-Verlag, 1990 (Illustration)
- Graf Tüpo, Lina Tschornaja und die anderen. Für El Lissitzky zum 100. Geburtstag, Verlag Faber & Faber 1991[1]
- Renate Holland-Moritz: Ossis, rettet die Bundesrepublik!, Anthologie (Illustrationen), Berlin 1993.
- Renate Holland-Moritz: Die Eule im Kino. Neue Filmkritiken, (Illustrationen), Berlin 1994.
- Das Gänsehaut-Buch, Eichborn 1994.
- Das dicke Bofingerbuch, Berlin 1995.
- Paul Maar: Der Buchstabenfresser, (Illustrationen), Oetinger Verlag 1996.
- Renate Holland-Moritz: Angeschmiert und eingewickelt. Darüber lachte man in der DDR während der fünfziger und sechziger Jahre, Anthologie (Illustrationen), Berlin 1996.
- Renate Holland-Moritz: Der Trickbetrüger. Darüber lachte man in der DDR während der siebziger und achtziger Jahre, Anthologie (Illustrationen), Berlin 1996.
- Der krumme Löffel. Miniaturen einer Kindheit, Aufbau-Verl., Berlin 1998, ISBN 3-7466-1591-7.
- Elke Heller: Gut, dass wir so verschieden sind. Zusammenleben in altersgemischten Gruppen. (Illustrationen), Beltz, Weinheim 2000. 95 S. ISBN 3-407-62410-7
- Heinrich Hannover: Die untreue Maulwürfin (Illustrationen), Aufbau-Verlag, Berlin 2000. ISBN 3-351-04008-3[2]
- Dorrit Willumsen: Ferientage einer Katze. Kiepenheuer, Leipzig 2000, ISBN 3-378-00626-9.
- U.S.Levin: Schuld war der Computer (Illustrationen) Karl Dietz Verlag Berlin. ISBN 3-320-02002-1.
- Erika Berthold: Überlebens-Handbuch für Erzieherinnen (Illustrationen).
- Ein dicker Hund. Geschichten mit Kindern, Aufbau-Verl., Berlin 2003. ISBN 3-351-02974-8.
- Manfred Richter: Der Schickendietenheimer Turm (Illustrationen), Wilhelmshorst 2004.
- Hanns Dieter Hüsch: Frieda auf Erden (Illustrationen), tvd-Verlag 2005, ISBN 3-926512-69-5.
- Reinhard Renneberg: Katzenklon, Katzenklon (Illustrationen), Böklund 2006. ISBN 3-939828-02-5.
- Manfred Bofinger, Ein Bilderbuch der deutschen Sprache, Verlag Faber & Faber[1]

## Ehrungen (Auswahl)
- 1981 Kunstpreis der DDR
- 1987 Goethepreis der Stadt Berlin
- 1989 Hans-Baltzer-Preis
- 1995 Schnabelsteherpreis für Das Gänsehautbuch
- 2000 Deutscher Karikaturenpreis der Sächsischen Zeitung
- 2002 Rahel-Varnhagen-von-Ense-Medaille
- 2006 Zehn besondere Bücher zum Andersentag für Als Papa noch Pirat war und andere Flunkergeschichten von Franz Sales Sklenitzka
- postum Benennung der Stadtteilbibliothek Alt-Treptow nach Bofinger[3]